# هاینریش ایگناز فرانتس بایبر

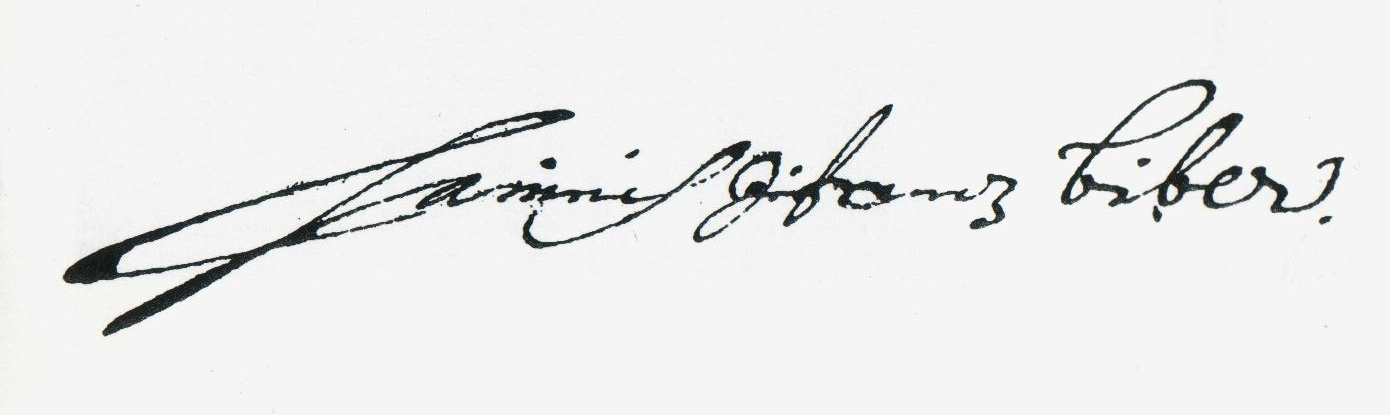
امضای هاینریش بایبر

هاینریش ایگناز فرانتس بایبر (زاده ۱۲ اوت ۱۶۴۴، ستراژ پود رالسکم - ۳ مه ۱۷۰۴، زالتسبورگ) یک آهنگساز و نوازنده ویولن بوهمیایی-اتریشی بود. 
بایبر قبل از اینکه به‌طور غیرقانونی کارفرمایش، شاهزاده اسقف پادشاهی لیختن‌اشتاین-کاستلکورن را ترک کند و در سالزبورگ مستقر شود، در گراتس و کرمیه‌رژیژ کار می کرد. او تا پایان عمر در آنجا ماند و بسیاری از موسیقی‌هایش را در آنجا منتشر کرد، اما به گفته منابع ظاهراً به‌ندرت، (برای بعضی از آثار هرگز) تور هایی از کنسرت برای آثارش برگزار می‌کرد.
بایبر یکی از آهنگسازان برتر ویولن در تاریخ این ساز بود.  او همچنین از روشی مخصوصی برای نواختن ویولن استفاده میکرد که به او اجازه می‌داد سخت‌ترین قطعات موسیقی را به‌راحتی اجرا کند. بایبر در میان قطعات دیگر خود، چند اثر اپرا، موسیقی مقدس و موسیقی مجلسی نیز نوشت. او همچنین یکی از اولین قطعات شناخته شده برای تک نوازی ویولن را نوشت، پاساکالیای یادبود سونات های اسرارآمیز. در طول زندگی بایبر، موسیقی او در سراسر اروپا شناخته شده و مورد تقلید همگان بود. در اواخر قرن هجدهم، چارلز برنی، مورخ موسیقی، او را به‌عنوان بهترین آهنگساز ویولن قرن هفدهم انتخاب کرد. در اواخر قرن بیستم، موسیقی بایبر، به‌ویژه سونات‌های اسرارآمیز او، از رنسانس الهام گرفته بود. این قطعه امروزه به‌صورت گسترده اجرا و ضبط می‌شود.

## زندگی
بایبر در وارتنبرگ، بوهمیا (اکنون ستراژ پود رالسکم، جمهوری چک) به دنیا آمد. اطلاعات کمی در مورد تحصیلات اولیه او وجود دارد، به‌جز اینکه او ممکن است در یک سالن بدنسازی یسوعی در تروپاو در بوهمیا تحصیل کرده باشد، و اینکه ممکن است توسط یک موسیقیدان محلی در رشته موسیقی تحصیل پرداخته باشد. قبل‌از سال ۱۶۶۸، بایبر در دربار شاهزاده یوهان سیفرید فون اگنبرگ در گراتس کار می‌کرد و سپس توسط اسقف اولوموک، کارل دوم فون لیختن اشتاین-کاستلکورن ، در کرومشرز استخدام شد. همکار بایبر از اوایل دهه ۱۶۶۰، پاول یوزف وژوانوفسکی، به‌عنوان مدیر در آنجا کار می‌کرد. ظاهراً به گفته منابع بایبر از شهرت خوبی برخوردار بوده است و مهارت های ویولن نوازی او بسیار مورد توجه همگان بوده است.

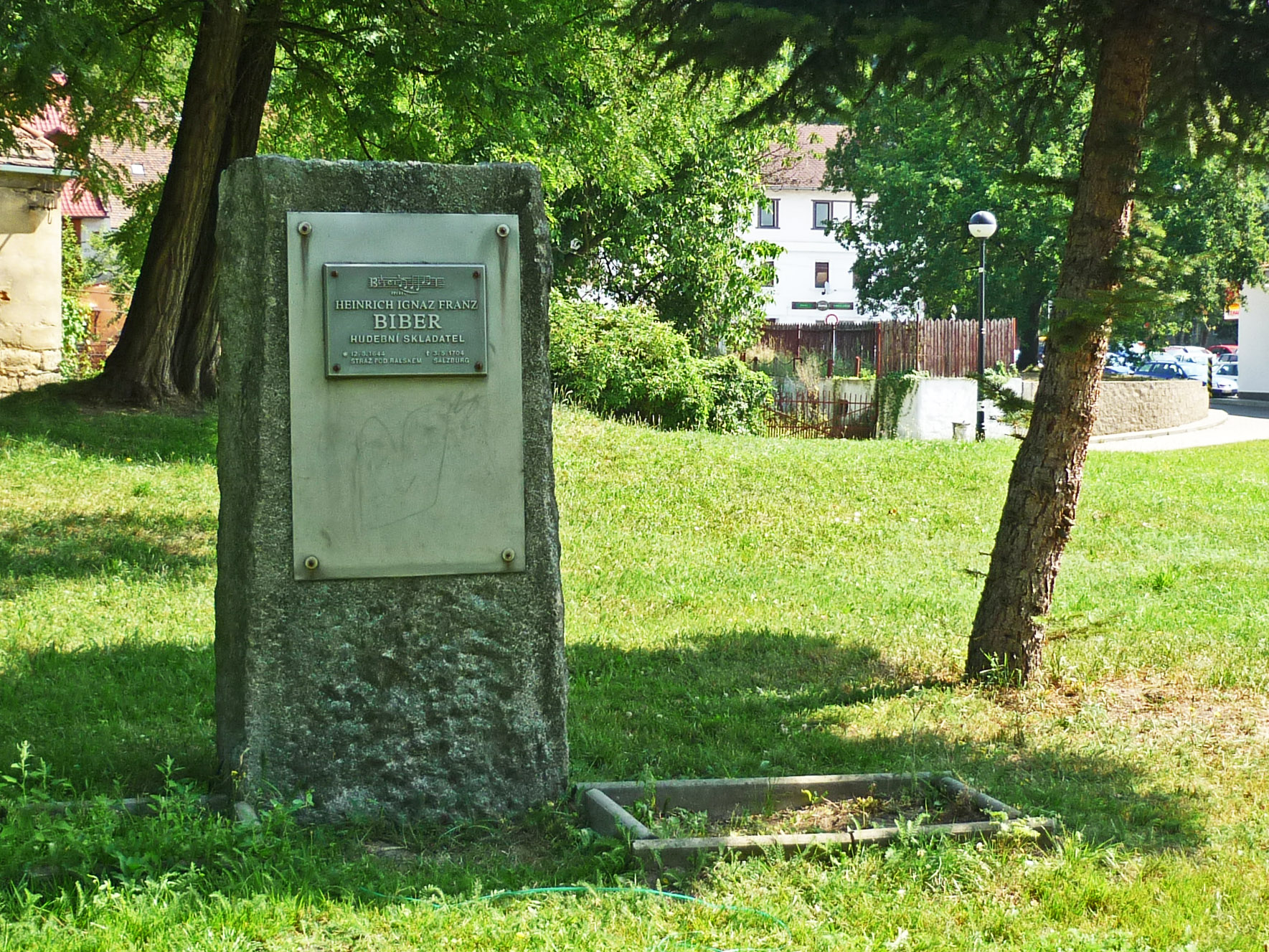
بنای یادبود بایبر در زادگاهش، وارتنبرگ

در تابستان ۱۶۷۰ کارل دوم بایبر را به ابسام در نزدیکی اینسبروک فرستاد تا با سازنده ساز مشهور جاکوب استینر برای خرید سازهای جدید مذاکره کند. با این حال، بایبر هرگز به استاینر نرسید و در عوض به استخدام اسقف اعظم سالزبورگ، ماکسیمیلیان گاندولف فون کوئنبورگ، درآمد. از آنجایی که کارل و ماکسیمیلیان با هم دوست بودند، کارفرمای سابق بایبر از هرگونه اقدامی خودداری کرد. 
حرفه موسیقایی و اجتماعی او زمانی شکوفا شد که او انتشار موسیقی خود را در سال ۱۶۷۶ در برابر امپراتور لئوپولد یکم بلژیک اجرا کرد (و توسط او جایزه‌ای دریافت کرد) در سال ۱۶۷۷، معاون کاپل‌مایستر در سالزبورگ در سال ۱۶۷۹ و کاپل‌مایستر در سال ۱۶۸۴ شد. 

در سال ۱۶۹۰ بایبر توسط امپراتور با عنوان بایبر فون بایبرن به مقام اشراف رسید.

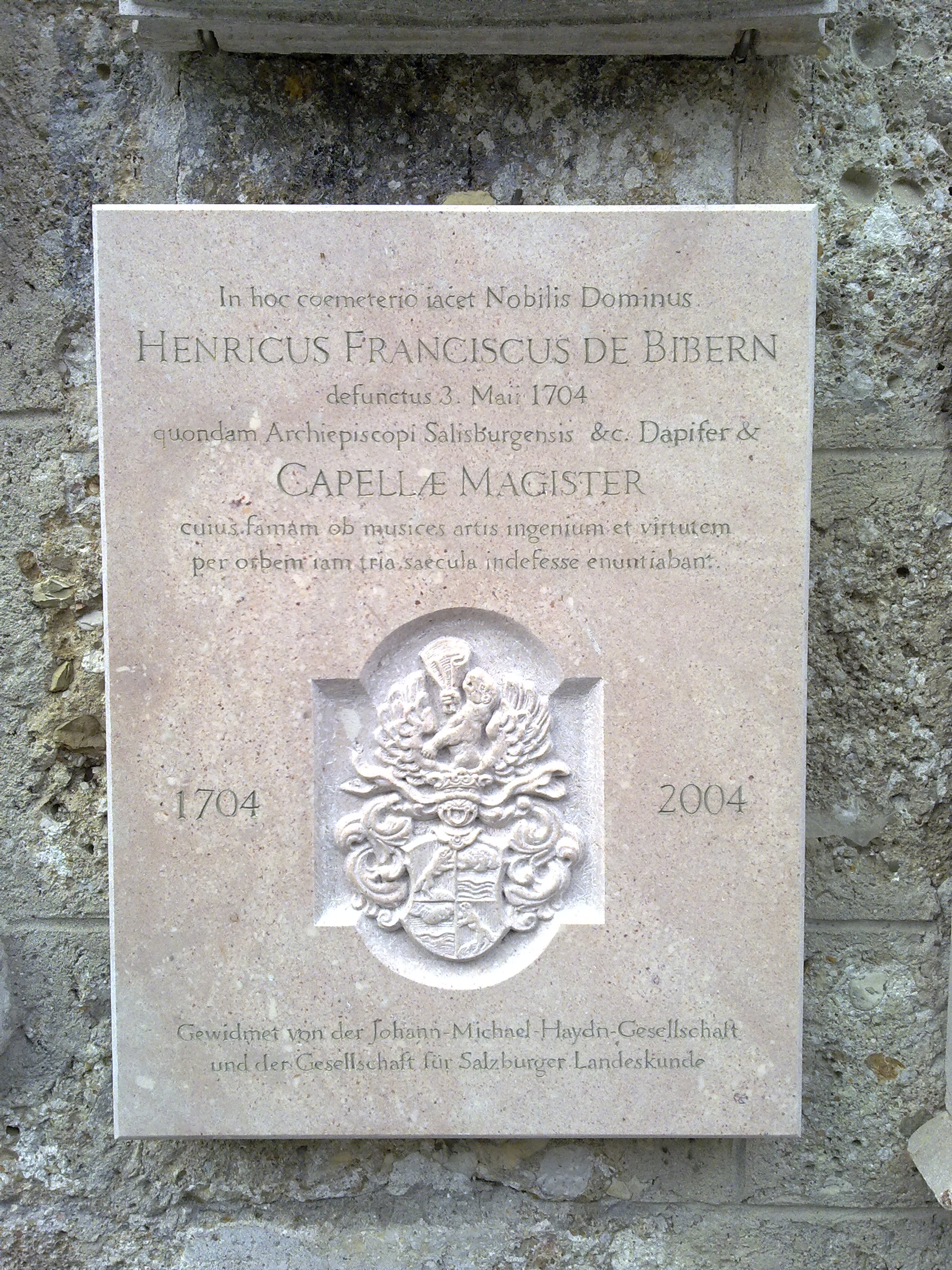
لوح یادبودی در کنار قبر بایبر در پترزفریدوف

این آهنگساز در ۳۰ مه ۱۶۷۲ در اقامتگاه تابستانی اسقف، کاخ هلبرون، درست خارج از سالزبورگ ازدواج کرد.  همسر او ماریا وایس دختر یک تاجر، شهروند سالزبورگ، پیتر وایس بود. آنها در طول زندگی خود دارای ۱۱ فرزند شدند که چهار نفر از آنها تا بزرگسالی زنده ماندند. همه فرزندان او از استعداد موسیقی نیر برخوردار بودند. آنتون هاینریش (۱۶۷۹-۱۷۴۲) و کارل هاینریش (۱۶۸۱-۱۷۴۹) هر دو به عنوان نوازنده ویولن در دربار سالزبورگ خدمت کردند. دختران او یعنی ماریا کاسیلیا (متولد ۱۶۷۴) و آنا ماگدالنا (۱۶۷۷-۱۷۴۲) به ترتیب در سانتا کلارا، مرانو و صومعه نونبرگ راهبه شدند. آنا ماگدالنا یک نوازنده ویولن بود و در سال ۱۷۲۷ مدیر گروه کر شد. 
در ۳ نوامبر ۱۶۹۲، بایبر توسط اسقف اعظم، یوهان ارنست به عنوان مباشر منصوب شد. سپس نشان خود را دریافت کرد.
بایبر در سال ۱۷۰۴ در سالزبورگ درگذشت. قبر او هم‌اکنون در پترزفریدوف قرار دارد.